# Кішан (Іран)
Кішан (перс. كيشان) — село в Ірані, у дегестані Поль-е Доаб, у бахші Заліян, шагрестані Шазанд остану Марказі. За даними перепису 2006 року, його населення становило 326 осіб, що проживали у складі 94 сімей.

## Клімат
Середня річна температура становить 10,81 °C, середня максимальна – 29,46 °C, а середня мінімальна – -9,98 °C. Середня річна кількість опадів – 271 мм.
| Клімат поселення                              | Клімат поселення | Клімат поселення | Клімат поселення | Клімат поселення | Клімат поселення | Клімат поселення | Клімат поселення | Клімат поселення | Клімат поселення | Клімат поселення | Клімат поселення | Клімат поселення | Клімат поселення |
| Показник                                      | Січ.             | Лют.             | Бер.             | Квіт.            | Трав.            | Черв.            | Лип.             | Серп.            | Вер.             | Жовт.            | Лист.            | Груд.            |                  |
| Середній максимум, °C                         | 5,58             | 6,55             | 10,43            | 17,09            | 22,48            | 27,74            | 29,46            | 29,40            | 24,56            | 18,26            | 11,47            | 6,18             |                  |
| Середня температура, °C                       | −2,18            | −1,22            | 2,65             | 9,31             | 14,69            | 19,96            | 23,98            | 23,94            | 19,09            | 12,80            | 6,00             | 0,72             |                  |
| Середній мінімум, °C                          | −9,98            | −9               | −5,13            | 1,53             | 6,92             | 12,19            | 18,54            | 18,49            | 13,63            | 7,34             | 0,54             | −4,73            |                  |
| Норма опадів, мм                              | 40               | 38               | 49               | 36               | 32               | 6                | 1                | 1                | 0                | 7                | 24               | 37               |                  |
| Середньомісячна швидкість вітру, м/с          | 1.91             | 2.40             | 3.00             | 3.04             | 2.54             | 2.35             | 2.26             | 2.14             | 2.19             | 2.08             | 1.73             | 1.70             |                  |
| Середньомісячна сонячна радіація, кДж/м²·день | 9066             | 12219            | 14979            | 18323            | 22355            | 27068            | 25962            | 24243            | 21256            | 15762            | 11020            | 8990             |                  |
| --------------------------------------------- | ---------------- | ---------------- | ---------------- | ---------------- | ---------------- | ---------------- | ---------------- | ---------------- | ---------------- | ---------------- | ---------------- | ---------------- | ---------------- |
| Джерело:                                      |                  |                  |                  |                  |                  |                  |                  |                  |                  |                  |                  |                  |                  |